# Jean-François Burelle
Jean-François Burelle est un homme politique français né le 10 mai 1772 à Moulins (Allier) et mort le 22 septembre 1825 à Varennes-sur-Allier (Allier).

## Biographie
Jean François Burelle appartient à une famille de marchands, puis d'hommes de loi de la région de Varennes-sur-Allier, attestée depuis le XVe siècle.
Propriétaire et médecin, il est administrateur du département de l'Allier sous la Révolution, conseiller de préfecture en l'an VIII puis sous-préfet de Moulins le 20 avril 1815. Il est député de l'Allier pendant les Cent-Jours, en 1815, puis de 1819 à 1823, siégeant avec les libéraux.

## Sources
- « Jean-François Burelle », dans Adolphe Robert et Gaston Cougny, Dictionnaire des parlementaires français, Edgar Bourloton, 1889-1891 [détail de l’édition]
- Maurice Sarazin, Les Bourbonnais célèbres et remarquables des origines à la fin du XXesiècle : dictionnaire de biographie bourbonnaise, t. II, Charroux, Éd. des Cahiers bourbonnais, 2009, p. 84.